# Cindy Birdsong
Cynthia Ann Birdsong-Hewlett (født 15. december 1942 i Philadelphia), bedst kendt som Cindy Birdsong, er en soul-/rhythm and blues-sanger fra USA. Hun var med i The Supremes det meste af tiden fra 1967 til 1976.

## Tiden før og med The Supremes
Birdsong var først med i gruppen The Ordettes, som efter noget tid ændrede navn til Patti LaBelle & the Bluebelles. De havde succes med sange som "I Sold My Heart to the Junkman", "You'll Never Walk Alone" og "Down the Aisle".
I 1967 fik Birdsong et tilbud fra Motown-direktør Berry Gordy om at erstatte Florence Ballard i The Supremes. Ballard var på denne tid ustabil på grund af intern uro i gruppen og et stort alkoholforbrug. I en periode var Birdsong stand-in, når Ballard ikke dukkede op eller kunne deltage, og i juli blev udskiftningen gjort officiel. Omtrent samtidig hermed ændrede gruppen navn til Diana Ross & the Supremes.
Birdsong havde en vis lighed med Ballard og passede dermed godt ind ved sceneoptrædener. Hun deltog imidlertid mere sporadisk på studieoptagelser i de første par år. I denne periode var det primært Diana Ross, der var den faste deltager. Birdsong og Mary Wilson blev i mange tilfælde byttet ud med andre sangerinder, ofte Motowns faste backinggruppe, The Andantes.
I 1970 forlod Ross The Supremes, og Jean Terrell kom ind som ny førstesanger. Navnet blev atter The Supremes, og Wilson og Birdsong fik en noget mere fremtrædende plads i gruppen.
Da Birdsong blev gravid, blev hun i en periode erstattet af Lynda Laurence, og i april  1972 blev skiftet officielt. Ved udgangen af 1973 blev Laurence imidlertid også gravid, og Birdsong blev atter skiftet ind i gruppen som erstatning for Laurence. Birdsong var med til februar 1976, hvor hun trådte ud som følge af uoverensstemmelser med Wilson og hendes mand Pedro Ferrer, der var gruppens manager.

## Efter The Supremes
Birdsong havde hovedstemmen på "Till The Boat Sails Away", "You Keep Me Movin' On" og en ikke-udgivet version af "High Energy". 
Efter en ti år lang pause fra musikken, udgav Birdsong i 1987 solosinglen "Dancing Room". Hun indspillede også flere andre sange, men disse blev ikke udgivet. 
I 1983 mødtes Wilson, Ross og Birdsong i et tv-show i forbindelse med Motowns 25-årsjubilæum. I en periode var Birdsong med i gruppen Former Ladies of the Supremes (sammen med Jean Terrell og Scherrie Payne). I 1999 sang hun igen "You'll Never Walk Alone" med The Bluebelles, da de fik en pris fra R&B Foundation. I 2004 optrådte hun med Mary Wilson og Kelly Rowland (fra Destiny's Child) i et medley af Supremes-slagere i et tv-program i anledning af Motowns 45-årsjubilæum.